# Elaphropus liebecki
Elaphropus liebecki är en skalbaggsart som beskrevs av Hayward. Elaphropus liebecki ingår i släktet Elaphropus och familjen jordlöpare. Inga underarter finns listade i Catalogue of Life.